# Luis Garisto
Luis Garisto Pan (3. december 1945 - 21. november 2017) var en uruguayansk fodboldspiller (forsvarer).
Garisto spillede fem kampe for Uruguays landshold. Han var en del af landets trup til VM 1974 i Vesttyskland, og spillede to af uruguayanernes tre kampe i turneringen. På klubplan spillede han blandt andet hos Montevideo-storklubberne Peñarol og Defensor Sporting, og tilbragte desuden adskillige år i Argentina hos Independiente.